# Windsor, Colorado
Windsor är en stad (town) i Larimer County, och  Weld County, i delstaten Colorado, USA. Enligt United States Census Bureau har staden en folkmängd på 19 066 invånare (2011) och en landarea på 63,3 km².